# Гонщик (фильм, 2001)
«Го́нщик» (англ. Driven) — кинофильм 2001 года режиссёра Ренни Харлина, спортивная драма с участием Сильвестра Сталлоне, который являлся также автором сценария. Фильм посвящён автогонкам серии CART, но не основан на каких-либо реальных событиях — главные герои-гонщики и их команды вымышлены.
Фильм стал одним из лидеров антипремии «Золотая малина 2002», получил 7 номинаций, в том числе — худший фильм, худший режиссёр и худший сценарий.

## Сюжет
Молодой гонщик Джимми Блай лидирует в гоночном чемпионате, выиграв гонки в Майами, Мехико, Рио и в Сиднее. Прошлогодний победитель Бо Бранденберг, считая, что его отношения с Софией мешают добиваться высоких результатов, расстаётся с ней, после чего к нему снова приходят победы. После гонки в Чикаго за 3 дня до предстоявшего этапа в Торонто руководитель команды Карл Генри меняет Мемо Морено на Джо Танто из-за которого в 1997 году Бо Браденберг чуть не погиб. Сам Блай тем временем пытается завести отношения с Софией, чем заставляет Бранденберга ревновать. Тот просит Софию вернуться к нему, и она соглашается.
Тем временем, несмотря на улучшение результатов Блая, руководитель команды вновь заменяет Джозефа Танто на первоначального напарника Джимми, Мемо Морено. Но в предпоследней гонке сезона в Германии Морено попадает в тяжёлую аварию. Джимми Блай и Бо Бранденберг вместе сходят с трассы, чтобы спасти Морено от гибели. В результате спасательной операции Блай получает травму ноги. Перед последней гонкой в Детройте Блай и Браденберг лидируют в общем зачёте и тот, кто победит, станет чемпионом сезона. На последнюю гонку напарником Блая вновь становится Джо Танто. В гонке Бранденберг лидирует, но с помощью более опытного напарника Блай его обходит.

## В ролях
| Актёр              | Роль           |
| ------------------ | -------------- |
| Сильвестр Сталлоне | Джозеф Танто   |
| Кип Парду          | Джимми Блай    |
| Тиль Швайгер       | Бо Бранденберг |
| Эстелла Уоррен     | София Симоне   |
| Бёрт Рейнольдс     | Карл Генри     |
| Роберт Шон Леонард | Демилль Блай   |
| Джина Гершон       | Кэти Хеги      |

## Музыка
- Good Time — Leroy
- I’m Not Driving Anymore — Rob Dougan
- High Roller — The Crystal Method
- Falling For Me — Tamara Walker
- Battle Flag (Lo Fidelity Allstars Remix) — Pigeonhed
- Take Me Away From Here — Tim McGraw
- Poison Well — Insolence
- For the Love Of Money — The Rare Blend
- Burn — Jo Dee Messina
- Mad About You — Hooverphonic
- Fire — Ohio Players
- Green Light Girl — Doyle Bramhall II et Smokestack
- Soon — LeAnn Rimes
- Gasoline — MDFMK
- Satellite — BT
- Hang On — Hank Williams III
- Breakdown — Tantric
- Out Of Control — The Chemical Brothers
- The Best Things — Filter
- Anyone Else — Puracane
- Stadium Parking Lot — Apollo 440
- Give You Back — Vertical Horizon
- Grey, Black & White — Grand Theft Audio
- Numb In Both Lips — Soul Hooligan
- Hey Man Nice Shot — Filter
- Listen To the Rhythm — Aphrodite
- Official Chemical — Dub Pistols
- Mother — Era
- Follow the Leader — Eric B. et Rakim
- Right Here Right Now — Fatboy Slim
- I Wanna Get Back With You — Mary Griffin
- Good Time (Driven Remix) — Leroy

## Награды и номинации
Картина получила семь номинаций на антипремию «Золотая малина», уступив только комедии «Пошёл ты, Фредди!».
| Год  | Премия           | Категория                         | Номинанты                                      | Результат |
| ---- | ---------------- | --------------------------------- | ---------------------------------------------- | --------- |
| 2002 | «Золотая малина» | Худший фильм                      |                                                | Номинация |
| 2002 | «Золотая малина» | Худший режиссёр                   | Ренни Харлин                                   | Номинация |
| 2002 | «Золотая малина» | Худший сценарий                   | Сильвестр Сталлоне, Ян Скрентни и Нил Табачник | Номинация |
| 2002 | «Золотая малина» | Худшая мужская роль второго плана | Сильвестр Сталлоне                             | Номинация |
| 2002 | «Золотая малина» | Худшая мужская роль второго плана | Бёрт Рейнольдс                                 | Номинация |
| 2002 | «Золотая малина» | Худший актерский дуэт             | Сильвестр Сталлоне и Бёрт Рейнольдс            | Номинация |
| 2002 | «Золотая малина» | Худшая женская роль второго плана | Эстелла Уоррен                                 | «Победа»  |